# چشم‌برهنه‌ها
چشم‌برهنه‌ها (نام علمی: Phlegopsis) نام یک سرده از تیره مورچه‌مرغ است.